# Promachus argentipennis
Promachus argentipennis är en tvåvingeart som beskrevs av Efflatoun 1929. Promachus argentipennis ingår i släktet Promachus och familjen rovflugor.
Artens utbredningsområde är Sudan. Inga underarter finns listade i Catalogue of Life.